# Laminacauda sacra
Laminacauda sacra é uma espécie de aranhas araneomorfas da família Linyphiidae.  Esta espécie foi descrita pela primeira vez em 1991, pelo biólogo Millidge.